# أوتو ماير
أوتو ماير (بالألمانية: Otto Maier) (و. 1901 – 1934 م) هو سياسي، من ألمانيا، ولد في شتوتغارت، كان عضوًا في الحزب النازي، توفي عن عمر يناهز 33 عاماً.

## مناصب
تولى منصب عضو مجلس النواب الألماني من ألمانيا النازية.